# غيمون
غيمون (بالإنجليزية: Guymon, Oklahoma)‏ هي مدينة تقع بولاية أوكلاهوما في الولايات المتحدة. تبلغ مساحة هذه المدينة 19 (كم²)، وترتفع عن سطح البحر م، بلغ عدد سكانها 11442 نسمة في عام 2010 حسب إحصاء مكتب تعداد الولايات المتحدة.

## التركيبة السكانية
حدّد مكتب تعداد الولايات المتحدة بيانات التركيبة السكانية لغيمون في تعداد الولايات المتحدة. في ما يلي، التركيبة السكانية حسب تعدادي 2000 و2010.

### تعداد عام 2000
بلغ عدد سكان غيمون 10,472 نسمة بحسب تعداد عام 2000، وبلغ عدد الأسر 3,651 أسرة وعدد العائلات 2,634 عائلة مقيمة في المدينة. في حين سجلت الكثافة السكانية 518.4 نسمة لكل كيلومتر مربع (1,342.6/ميل2). وبلغ عدد الوحدات السكنية 3,941 وحدة بمتوسط كثافة قدره 195.1 لكل كيلومتر مربع (505.3/ميل2).
وتوزع التركيب العرقي للمدينة بنسبة 70.44% من البيض و0.84% من الأمريكيين الأفارقة و1.32% من الأمريكيين الأصليين و0.85% من الأمريكيين ذوي الأصول الآسيوية و0.17% من سكان جزر المحيط الهادئ و23.46% من الأعراق الأخرى و2.92% من عرقين مختلطين أو أكثر و38.37% من الهسبانيون أو اللاتينيون من أي عرق.
بلغ عدد الأسر 3,651 أسرة كانت نسبة 42.8% منها لديها أطفال تحت سن الثامنة عشر تعيش معهم، وبلغت نسبة الأزواج القاطنين مع بعضهم البعض 59% من أصل المجموع الكلي للأسر، ونسبة 8.7% من الأسر كان لديها معيلات من الإناث دون وجود شريك،  بينما كانت نسبة 4.5% من الأسر لديها معيلون من الذكور دون وجود شريكة وكانت نسبة 27.9% من غير العائلات. تألفت نسبة 21.5% من أصل جميع الأسر من عدة أفراد يعيشون في نفس المنزل ونسبة 8.5% كانت تتألف من شخص يعيش بمفرده يبلغ من العمر 65 عاماً أو أكثر. وبلغ متوسط حجم الأسرة المعيشية 2.82، أما متوسط حجم العائلات فبلغ 3.26.
بلغ العمر الوسطي للسكان 30.0 عاماً. وكانت نسبة 29% من القاطنين تحت سن الثامنة عشر، وكانت نسبة 11.7% بين الثامنة عشر والرابعة والعشرين عاماً، ونسبة 30% كانت واقعةً في الفئة العمرية ما بين الخامسة والعشرين والرابعة والأربعين عاماً، ونسبة 18.2% كانت ما بين الخامسة والأربعين والرابعة والستين، ونسبة 9.3% كانت ضمن فئة الخامسة والستين عاماً فما فوق. يوجد لكل 100 أنثى 105.9 ذكر، ويوجد لكل 100 أنثى في الثامنة عشر من عمرها فما فوق 107.6 ذكر.
بلغ متوسط دخل الأسرة في المدينة 37,333 دولارًا، أما متوسط دخل العائلة فبلغ 44,841 دولارًا. وكان متوسط دخل الذكور 26,162 دولارًا مقابل 20,450 دولارًا للإناث. وسجل دخل الفرد الخاص بالمدينة 15,682 دولارًا. وكانت نسبة 10.1% من العائلات ونسبة 14.3% من السكان تحت خط الفقر، وكان من هؤلاء نسبة 19.1% تحت سن الثامنة عشر ونسبة 5.2% في الخامسة والستين من العمر وما فوق.

### تعداد عام 2010
بلغ عدد سكان غيمون 11,442 نسمة بحسب تعداد عام 2010، وبلغ عدد الأسر 3,954 أسرة وعدد العائلات 2,756 عائلة مقيمة في المدينة. في حين سجلت الكثافة السكانية 566.4 نسمة لكل كيلومتر مربع (1,467.0/ميل2). وبلغ عدد الوحدات السكنية 4,303 وحدة بمتوسط كثافة قدره 213 لكل كيلومتر مربع (551.7/ميل2).
وتوزع التركيب العرقي للمدينة بنسبة 72.64% من البيض و1.56% من الأمريكيين الأفارقة و1.47% من الأمريكيين الأصليين و2.72% من الأمريكيين ذوي الأصول الآسيوية و0.26% من سكان جزر المحيط الهادئ و18.36% من الأعراق الأخرى و2.99% من عرقين مختلطين أو أكثر و51.53% من الهسبانيون أو اللاتينيون من أي عرق.
بلغ عدد الأسر 3,954 أسرة كانت نسبة 41.5% منها لديها أطفال تحت سن الثامنة عشر تعيش معهم، وبلغت نسبة الأزواج القاطنين مع بعضهم البعض 52.7% من أصل المجموع الكلي للأسر، ونسبة 10.6% من الأسر كان لديها معيلات من الإناث دون وجود شريك،  بينما كانت نسبة 6.4% من الأسر لديها معيلون من الذكور دون وجود شريكة وكانت نسبة 30.3% من غير العائلات. تألفت نسبة 24.1% من أصل جميع الأسر من عدة أفراد يعيشون في نفس المنزل ونسبة 8.7% كانت تتألف من شخص يعيش بمفرده يبلغ من العمر 65 عاماً أو أكثر. وبلغ متوسط حجم الأسرة المعيشية 2.86، أما متوسط حجم العائلات فبلغ 3.40.
بلغ العمر الوسطي للسكان 30.4 عاماً. وكانت نسبة 30% من القاطنين تحت سن الثامنة عشر، وكانت نسبة 10.9% بين الثامنة عشر والرابعة والعشرين عاماً، ونسبة 29.3% كانت واقعةً في الفئة العمرية ما بين الخامسة والعشرين والرابعة والأربعين عاماً، ونسبة 20.6% كانت ما بين الخامسة والأربعين والرابعة والستين، ونسبة 9.2% كانت ضمن فئة الخامسة والستين عاماً فما فوق. وتوزع التركيب الجنسي للسكان بنسبة 51.8% ذكور و48.2% إناث.

## أعلام
- مايكل د براون

## وصلات خارجية
- GuymonOK.org
- The US50 - Cities and Towns in Oklahoma State